# Riesenschlangenartige
Die Einteilung der Lebewesen in Systematiken ist kontinuierlicher Gegenstand der Forschung. So existieren neben- und nacheinander verschiedene systematische Klassifikationen. 
Das hier behandelte Taxon ist durch neue Forschungen obsolet geworden oder ist aus anderen Gründen nicht Teil der in der deutschsprachigen Wikipedia dargestellten Systematik.

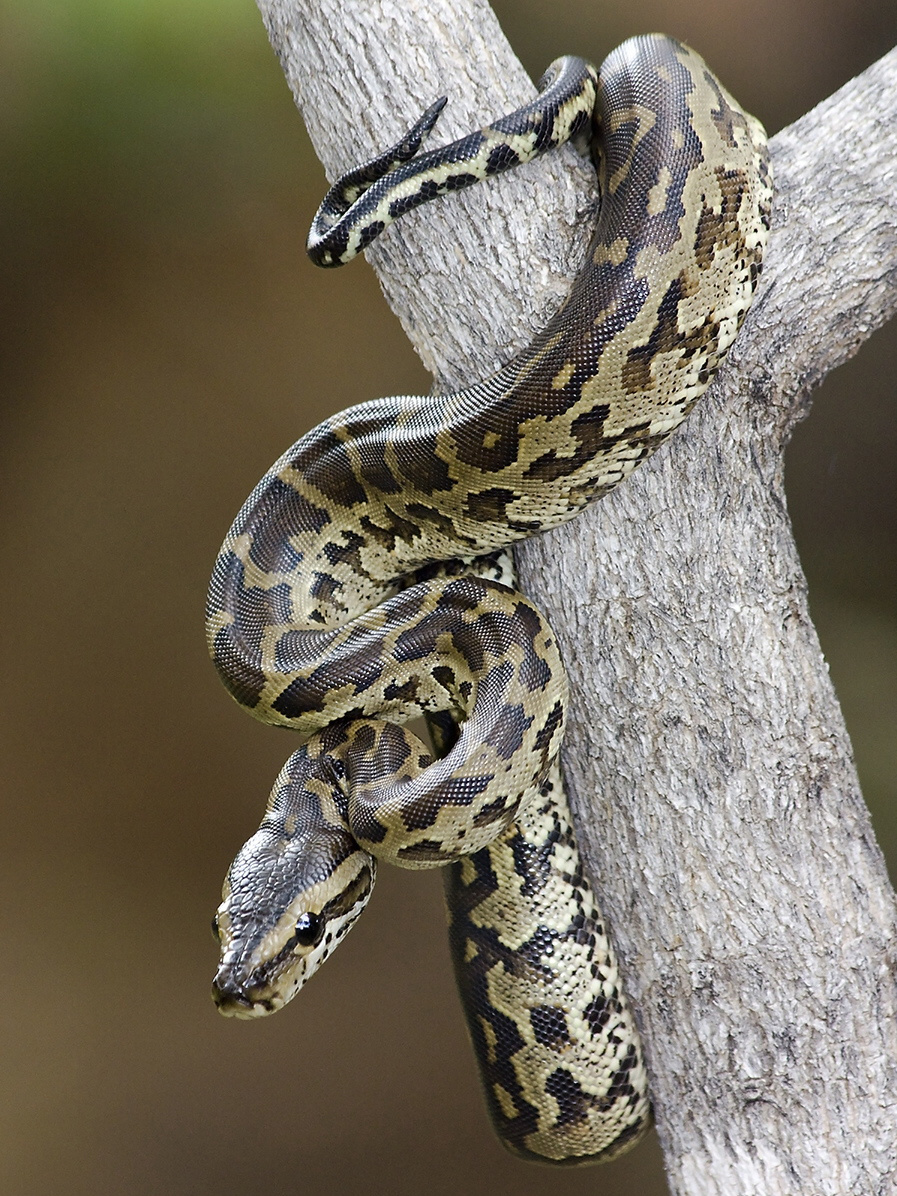
Der Südliche Felsenpython (Python natalensis) zählt zur Überfamilie der Pythonartigen.

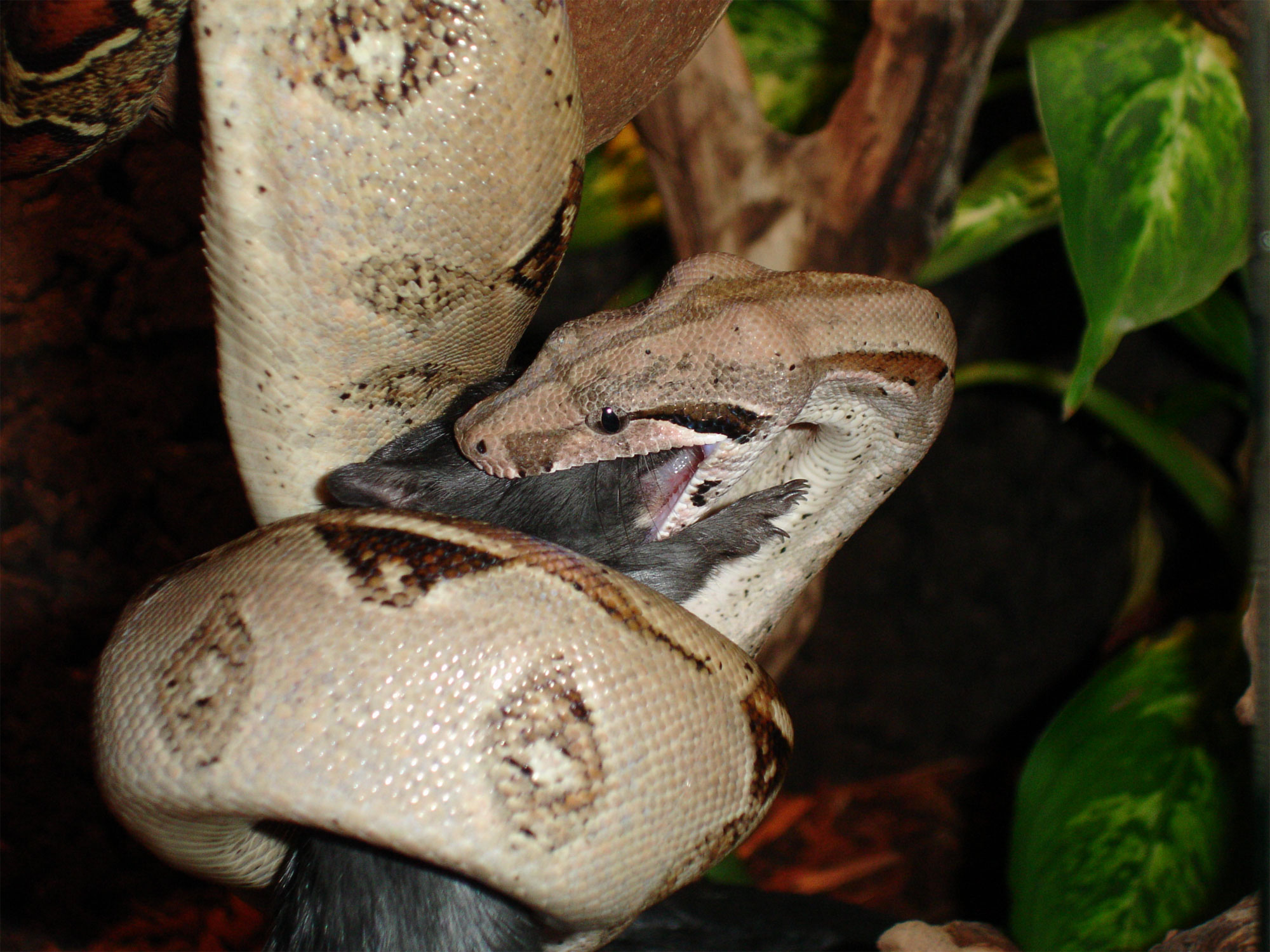
Die Abgottschlange (Boa constrictor) zählt zur Überfamilie der Boaartigen.

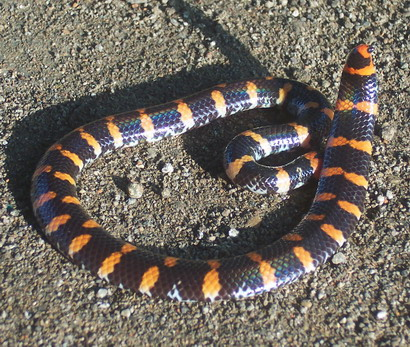
Cylindrophis ruffus zählt zur Überfamilie der Uropeltoidea.

Die Riesenschlangenartigen (Henophidia) sind eine Gruppe teilweise sehr groß werdender Schlangen, die auf allen tropischen Kontinenten vorkommen.

## Merkmale
Zu den Riesenschlangenartigen gehören die größten und längsten Schlangen, darunter der Netzpython (Python reticulatus) mit einer Maximallänge von etwa 7 Meter und die Große Anakonda (Eunectes murinus), die bis zu 9 Meter lang werden kann. Die meisten sind morphologisch konservativ, es gibt jedoch auch einige abgeleitete, unterirdisch lebende Formen, die meist nur eine Länge von einem Meter oder weniger erreichen. Bei den Riesenschlangenartigen sind oft neben der Kloake als Rudimente der Hinterextremitäten die Aftersporne sichtbar, weiterhin sind bei dieser Gruppe oft noch Reste des Beckengürtels vorhanden. Zwischen Stirnbein und Scheitelbein befindet sich das Foramen opticum und am Unterkiefer der Meckelsche Kanal. Die Prämaxillare der Riesenschlangenartigen ist bezahnt.

## Systematik
Entgegen früheren Annahmen sind die Riesenschlangenartigen wahrscheinlich keine monophyletische Gruppe, sondern nur eine künstliche Zusammenfassung urtümlicher Schlangenfamilien.
Die Familien Pythons (Pythonidae), Boaschlangen (Boinae) und Sandboas (Erycinae) wurden aufgrund von körperlichen Merkmalen als Unterfamilien gemeinsam in der Familie der Riesenschlangen (ehemals Boidae) gruppiert. Zusammen mit  in den im Folgenden gelisteten Familien und Unterfamilien haben sie die Überfamilie der Riesenschlangenartigen (Henophidia) geformt, eine von drei Überfamilien innerhalb der Schlangen (Serpentes). Dabei wurden sie als weiter entwickelt erachtet als die aus den drei Familien Amerikanische Blindschlangen (Anomalepidae), Blindschlangen (Typhlopidae) und Schlankblindschlangen (Leptotyphlopidae) bestehende Überfamilie der Blindschlangenartigen (Scolecophidia oder Typhlopoidea) aber rudimentärer als die Nattern- und Vipernartigen (Colubroidea oder Xenophidia).
Frühere Gliederung der Riesenschlangenartigen auf Grund von körperlichen Merkmalen:
- Überfamilie: Wühl- und Riesenschlangenartige (Boidea oder Henophidia)
  - Familie: Rollschlangen (Aniliidae/Ilysiidae)
  - Familie: Wühlschlangen (Anomochilidae)
  - Familie: Riesenschlangen (Boidae)
    - Unterfamilie: Boaschlangen (Boinae)
    - Unterfamilie: Sandboas (Erycinae)
    - Unterfamilie: Pythons (Pythoninae)

  - Familie: Bolyerschlangen (Bolyeridae)
  - Familie: Spitzkopfpythons (Loxocemidae)
  - Familie: Erdboas (Tropidophiidae)
    - Unterfamilie: Tropidophiinae
    - Unterfamilie: Ungaliophiinae
    - Unterfamilie: Xenophidioninae

  - Familie: Schildschwänze (Uropeltidae)
    - Unterfamilie: Echte Schildschwänze (Uropeltinae)
    - Unterfamilie: Walzenschlangen (Cylindrophiinae)

  - Familie: Erdschlangen (Xenopeltidae)

Aktuelle genetische Untersuchungen widerlegen diese enge Verwandtschaft allerdings. Abschließend ist die Systematik der Schlangen noch nicht geklärt, allerdings stimmen etliche Untersuchung darin überein, dass die nächsten Verwandten der Pythonschlangen (Pythonidae) die Familie der Spitzkopfpythons (Loxocemidae) und die Familie der Erdschlangen (Xenopeltidae) darstellen. Zusammen formen sie demnach die Überfamilie Pythonoidae. Die beiden Familien Loxocemidae und Xenopeltidae waren bisher eine zu den Riesenschlangen basale Gruppe innerhalb der Riesenschlangenartigen, für die beispielsweise Lee et al. 14 morphologische Unterschiede beschrieben hatte. Welche dieser Unterschiede für die neue Gruppierung noch gültig sind, müssen Untersuchungen noch zeigen. Die nächsten Verwandten der Boinae sind neben den Sandboas auch die Zwergboas.
Es folgt eine Aufstellung der Familien, die früher in die Riesenschlangenartigen gestellt wurden, entsprechend der Systematik der Reptile Database, die versucht, den aktuellen Stand der Systematik der Schlangen abzubilden:
- Überfamilie Uropeltoidea s. l.
  - Familie Wühlschlangen (Anomochilidae)
  - Familie Walzenschlangen (Cylindrophiidae)
  - Familie Schildschwänze (Uropeltidae)
- Überfamilie Pythonoidea s. l.
  - Familie Spitzkopfpythons (Loxocemidae)
  - Familie Pythons (Pythonidae)
  - Familie Erdschlangen (Xenopeltidae)
- Überfamilie Booidea
  - Familie Boas (Boidae)
    - Unterfamilie Boaschlangen (Boinae)
    - Unterfamilie Zwergboas (Ungaliophiinae)
    - Unterfamilie Sandboas (Erycinae)
- incertae sedis
  - Familie Rollschlangen (Aniliidae)
  - Familie Bolyerschlangen (Bolyeriidae)
  - Familie Erdboas (Tropidophiidae)

Die eine ehemalige Überfamilie der Riesenschlangenartigen wurde demnach in drei neue Überfamilien aufgesplittet, deren innerer Aufbau sich ebenso geändert hat. Die Stellung der Rollschlangen, Bolyerschlangen und der Erdboas ist noch nicht mit ausreichender Sicherheit festlegbar.